# 中區行人天橋系統
中區行人天橋系統，又稱中環行人天橋網絡，位於香港島中西區的大型行人天橋網絡設施；部分路段靠近維多利亞港，可飽覽維港景色。此系統以國際金融中心商場和交易廣場作中心，並分為東南西北四方向的行人天橋段。

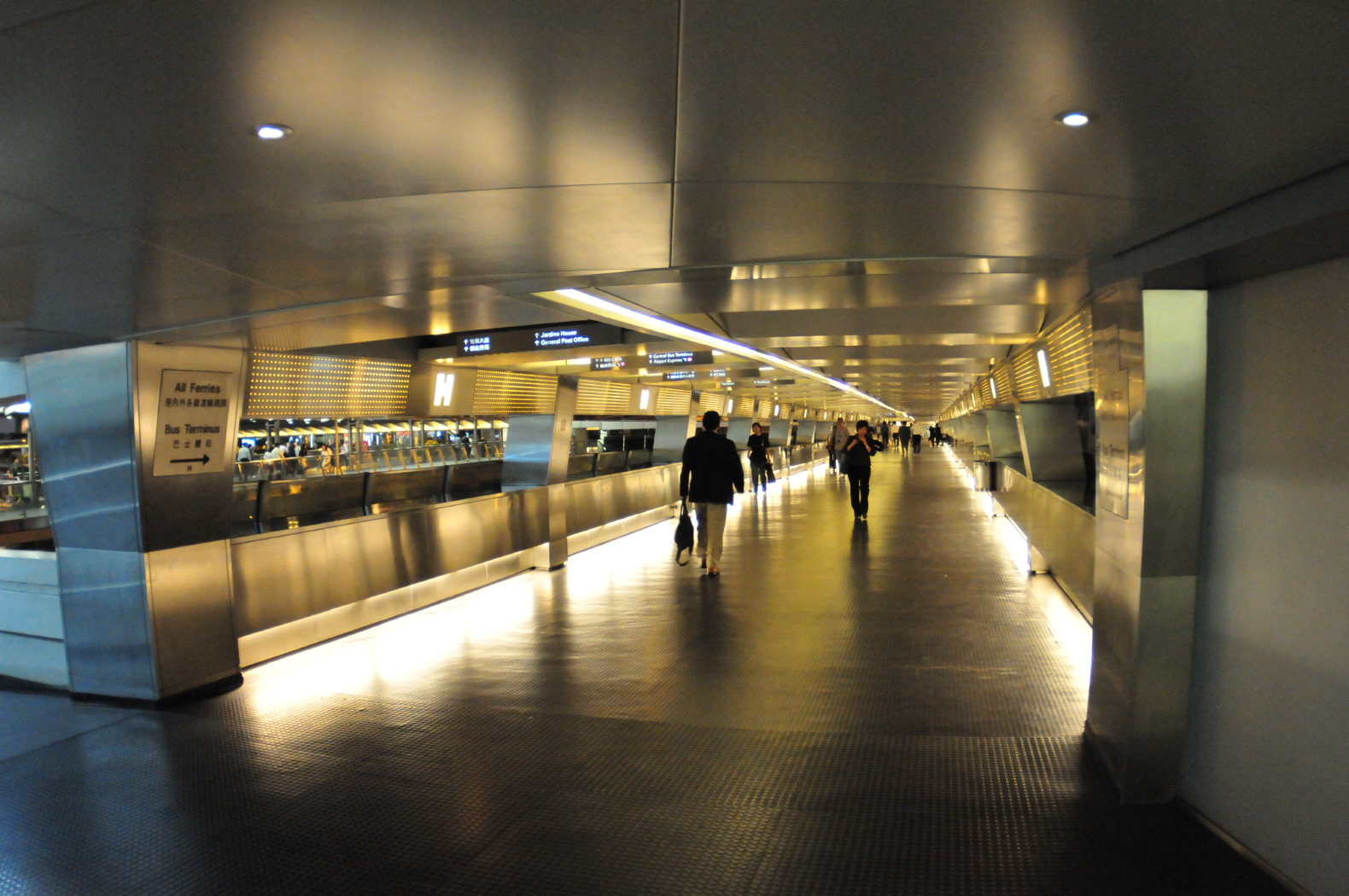
中區行人天橋（置地廣場段於遮打大廈的結尾，並通往交易廣場段的起點）

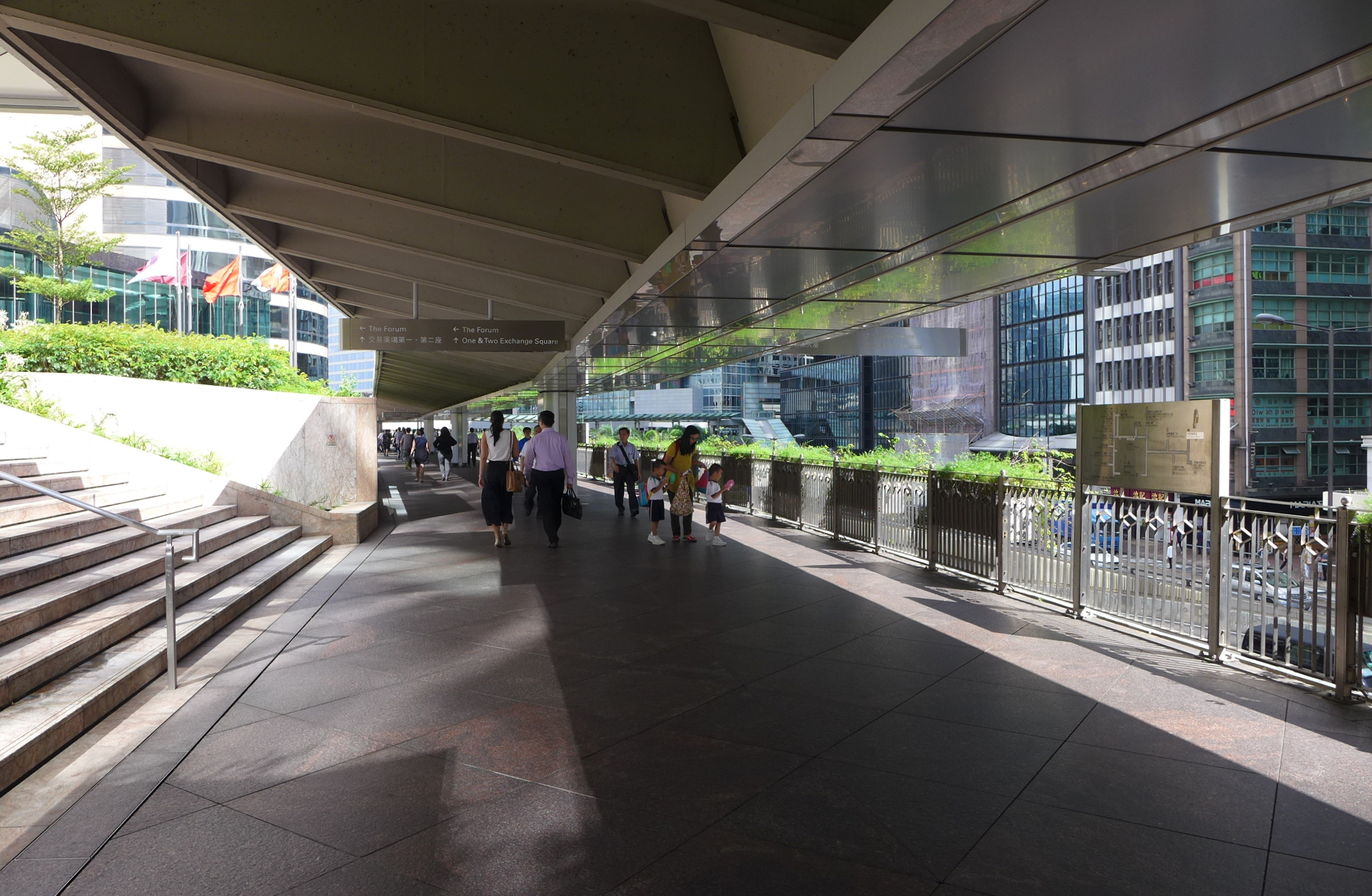
中區行人天橋近交易廣場一段

系統由香港政府及中環各大地產發展商分期互聯建成。發展商包括香港置地、怡和、信德集團等（亦因此不同路段有不同設計；出現全球較罕見的多於一個發展商同時合作興建行人天橋），在部份地方設有樓梯及電動扶梯方便行人，而部份連接兩座大廈的天橋則設有空氣調節。
在金鐘一帶有另一個行人天橋系統，經由炮台里、皇后像廣場或中西區海濱長廊（中環段），中途經過美國銀行中心、穿過金鐘廊等，與中環的行人天橋系統連接。

## 歷史

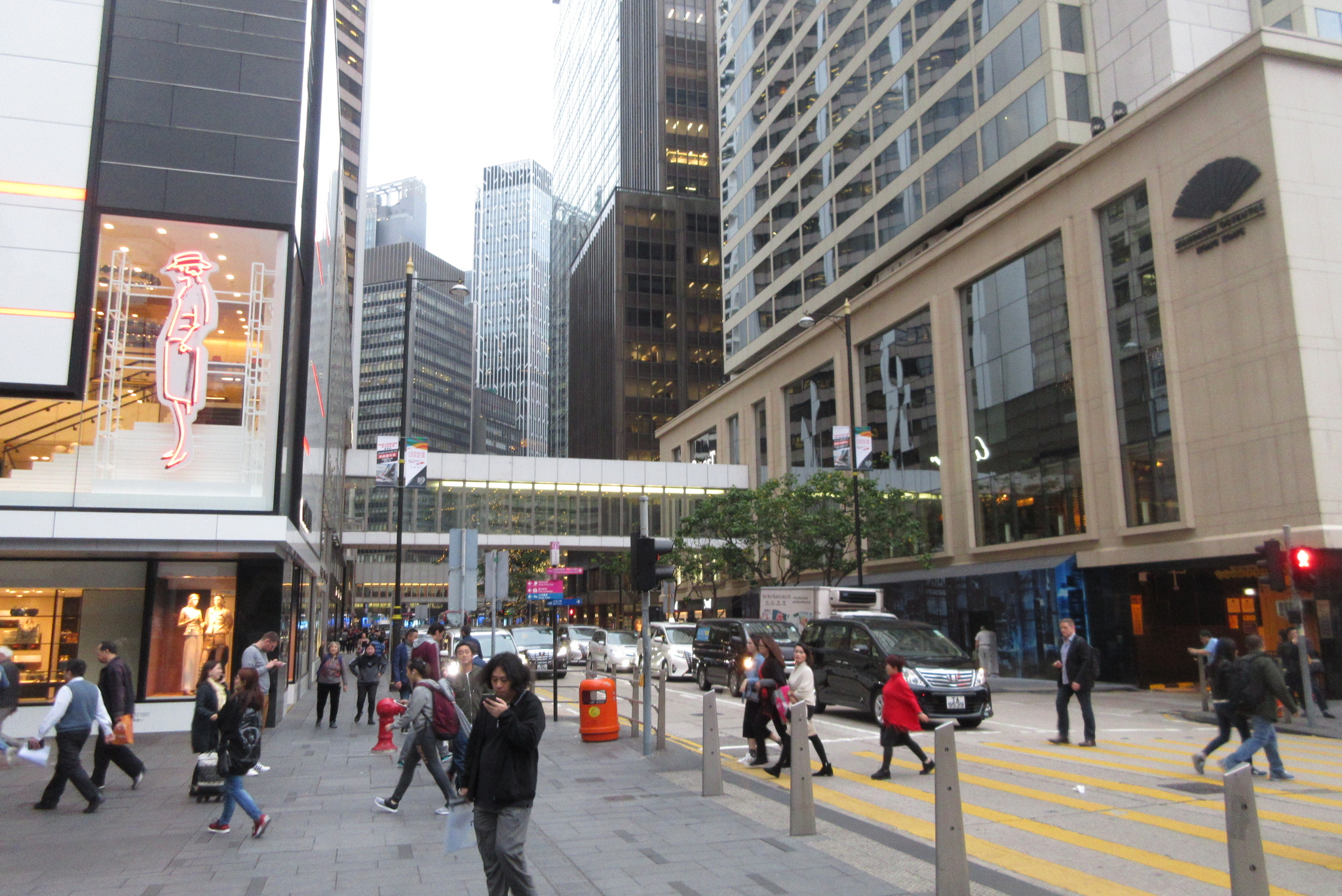
連接太子大廈和文華東方酒店的天橋是網絡中的第一條行人天橋，歷史最悠久，1963年建成時且是全港最早有提供冷氣

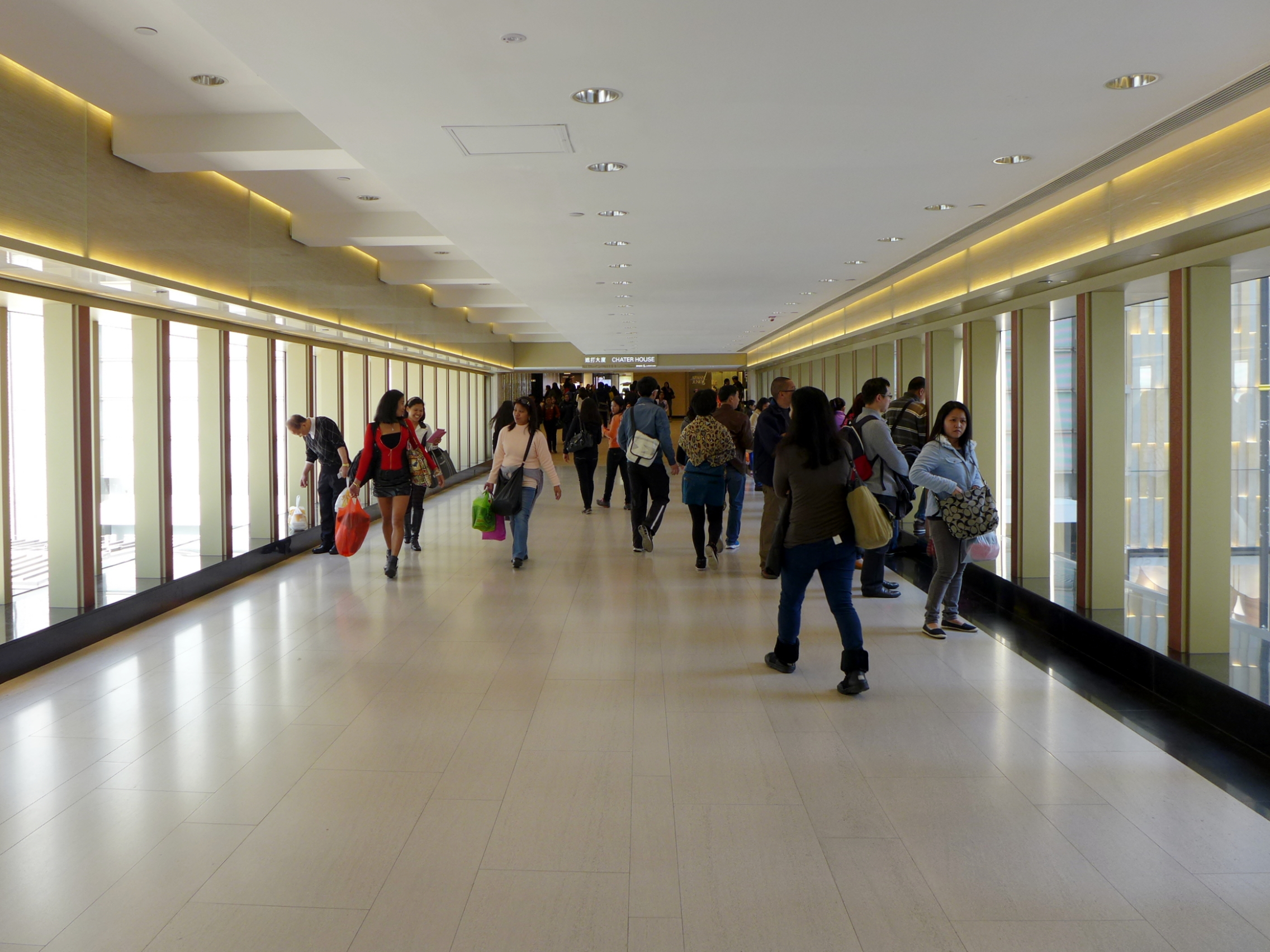
置地廣場段由歷山大廈連接至遮打大廈的行人天橋

1960年代，香港置地興建文華東方酒店及重建太子大廈，並將兩幢大廈以行人天橋連接，以便酒店住客透過行人天橋到太子大廈基座商場購物消費。有關天橋於1965年落成，為香港第一條空調行人天橋，亦為中區行人天橋網絡的雛型。1970年代，香港置地在當時的中環海旁興建康樂大廈（今怡和大廈），以及重建區內舊式的商廈，為方便行人來往，以及帶動人流前往其商場置地廣場，便在其發展的大廈之間興建多條行人天橋連接。1980年代初，為了配合修正早期系統通車，交易廣場落成後，政府興建了一條行人天橋連接置地天橋，並沿海旁向西擴展，連接當時的中環碼頭及上環信德中心。一些位於德輔道中及皇后大道中的大廈，如渣打銀行大廈及中匯大廈，亦興建了行人天橋連接置地的物業，成為網絡的一部份。

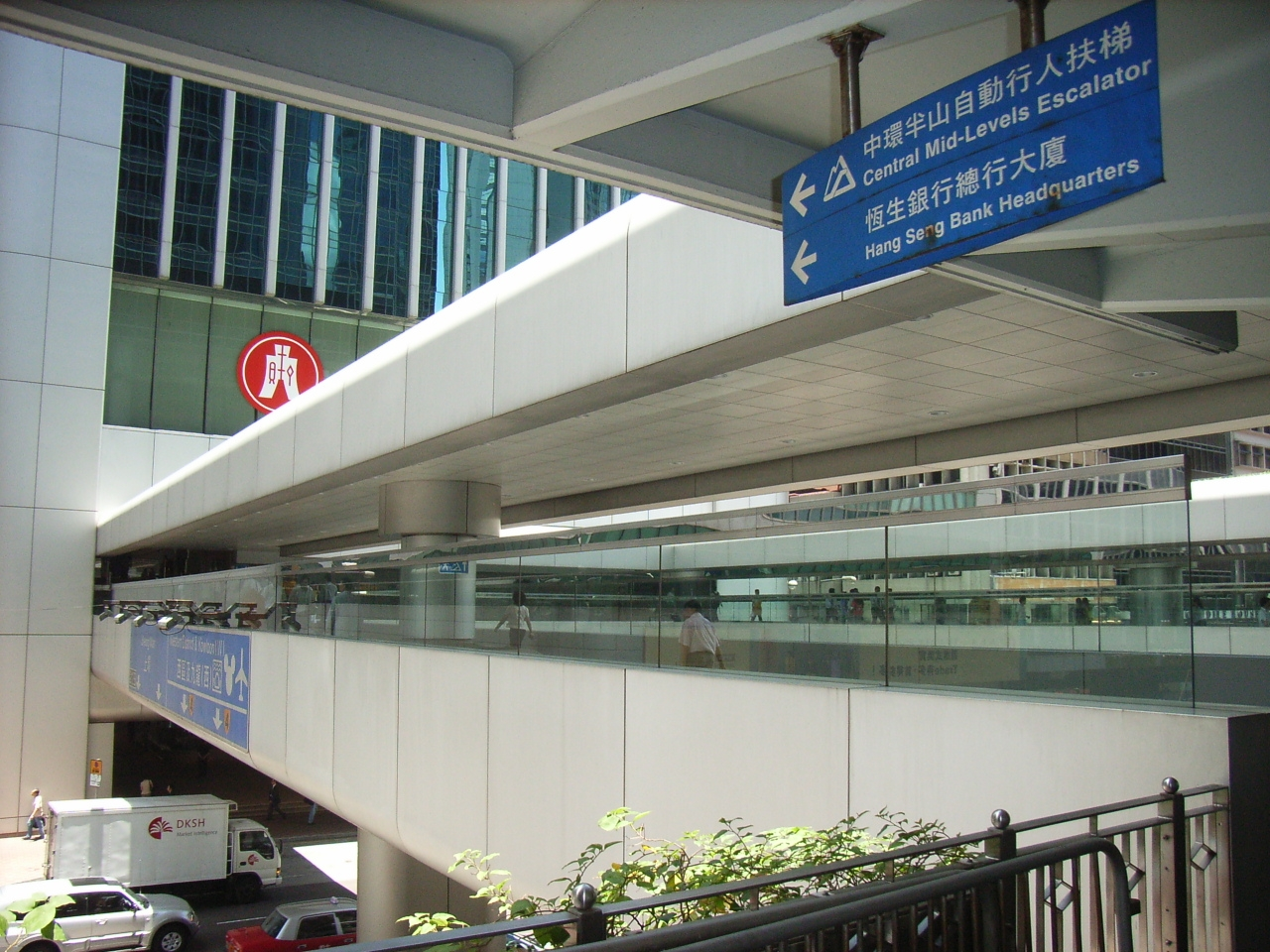
中區行人天橋通往恆生銀行總行大廈的一段路標，通往中環至半山自動扶梯系統

1993年，中環至半山自動扶梯系統啟用，並經恒生銀行總行連接至行人天橋系統，以皇后大道中為起點，貫穿中環多條狹窄的街道至干德道止。該自動扶梯系統為世界最長的扶梯系統。1998年，香港國際金融中心及機場快綫香港站落成，部份沿干諾道中興建的行人天橋拆卸，改為連接國際金融中心。2000年後，政府再興建一條平行的天橋連接環球大廈與交易廣場。
1990年代初，一群日本的學者以當時的中區行人天橋系統研究天橋系統對城市發展和規劃的重要性，並繪製了有關地圖，稱之為「上の道」（Ue-no-michi）。
2010年代，因應興建中環及灣仔繞道，來往郵政總局及中環碼頭的行人天橋需要改建。
2012年8月，政府推出人人暢道通行計劃，盡可能為全港的行人天橋及隧道加建升降機連接地面和天橋（見下段）。
2017年，盈置大廈業主與政府達成協議，以補地價港幣8159萬元代價興建連接盈置大廈與恒生銀行總行的行人天橋。
2024年9月20日，連接海富中心及對出橫跨夏慤道行人天橋的通道開放。

### 加設無障礙設施
以下為在計劃下加建的設施：
| 路政署結構編號 | 位置                                           | 狀況   | 註釋                     |
| -------------- | ---------------------------------------------- | ------ | ------------------------ |
| 原有計劃       |                                                |        |                          |
| HF37           | 沿干諾道中近交易廣場                           | 已完工 |                          |
| HF91           | 橫跨干諾道中於無限極廣場與林士街多層停車場之間 | 已完工 |                          |
| HF93           | 民寶街近統一碼頭道                             | 已完工 |                          |
| HF118          | 橫跨干諾道中近信德中心與西港城                 | 已完工 |                          |
| HF118A         |                                                | 已完工 |                          |
| 擴展計劃       |                                                |        |                          |
| HF135          | 沿閣麟街近敦和里                               | 已完工 | 屬中環至半山自動扶梯系統 |
| 第二階段       |                                                |        |                          |
| HF135          | 橫跨羅便臣道近慧豪閣                           | 設計中 | 屬中環至半山自動扶梯系統 |

註：第三階段計劃沒有包括中區行人天橋系統的行人天橋

## 功能
中區行人天橋系統是吸引人流客流的有利設施，實行人車分隔，一方面令行人有一個交通安全及舒適的環境，另一方面增加汽車流動速度。同時供觀賞城市景色的機會，吸引遊客及消費。此外，部份橫越電車路軌上空的天橋底部，亦會加設支架懸掛架空電纜。

## 中環系統

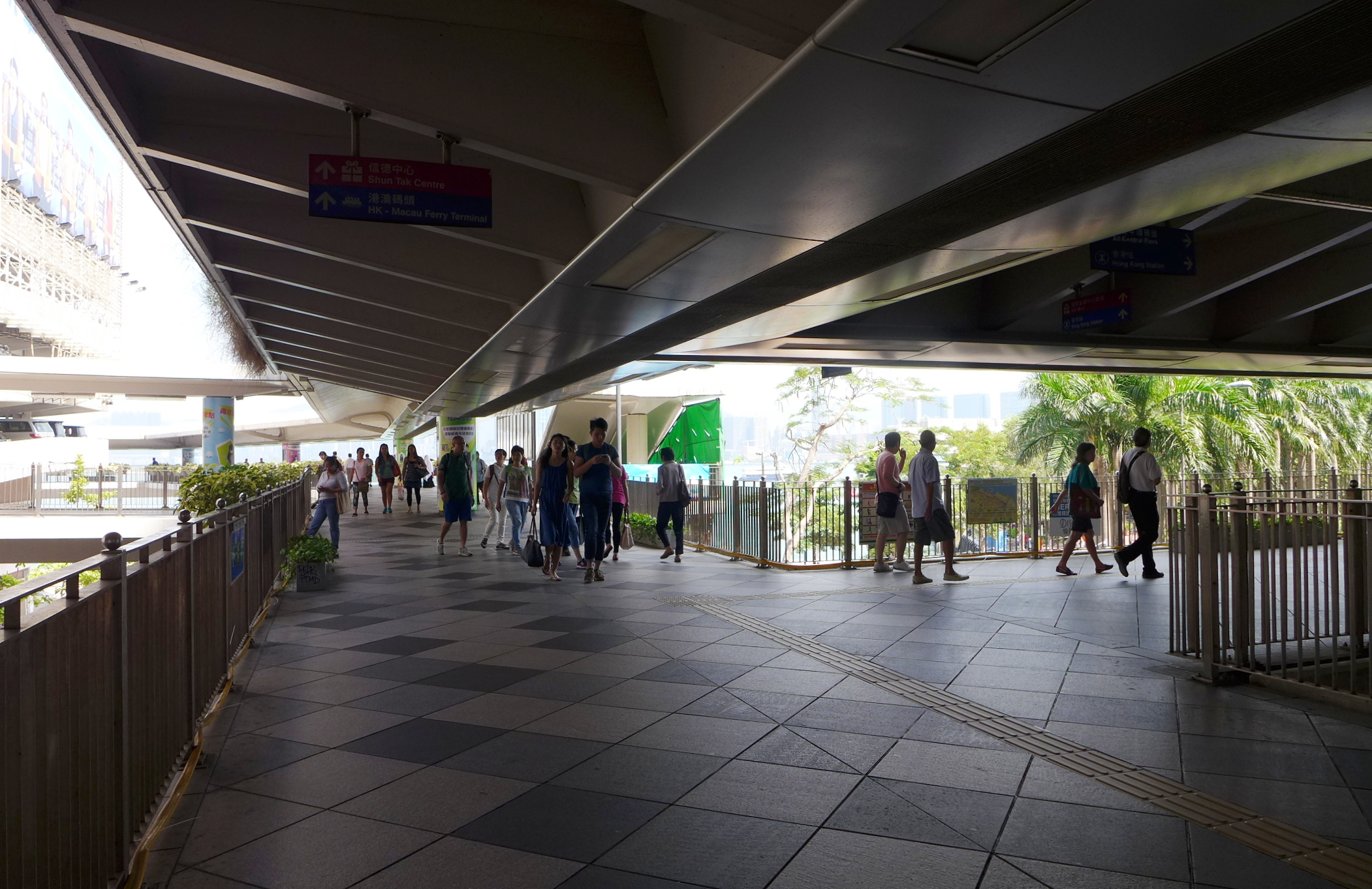
中區行人天橋近林士街多層停車場
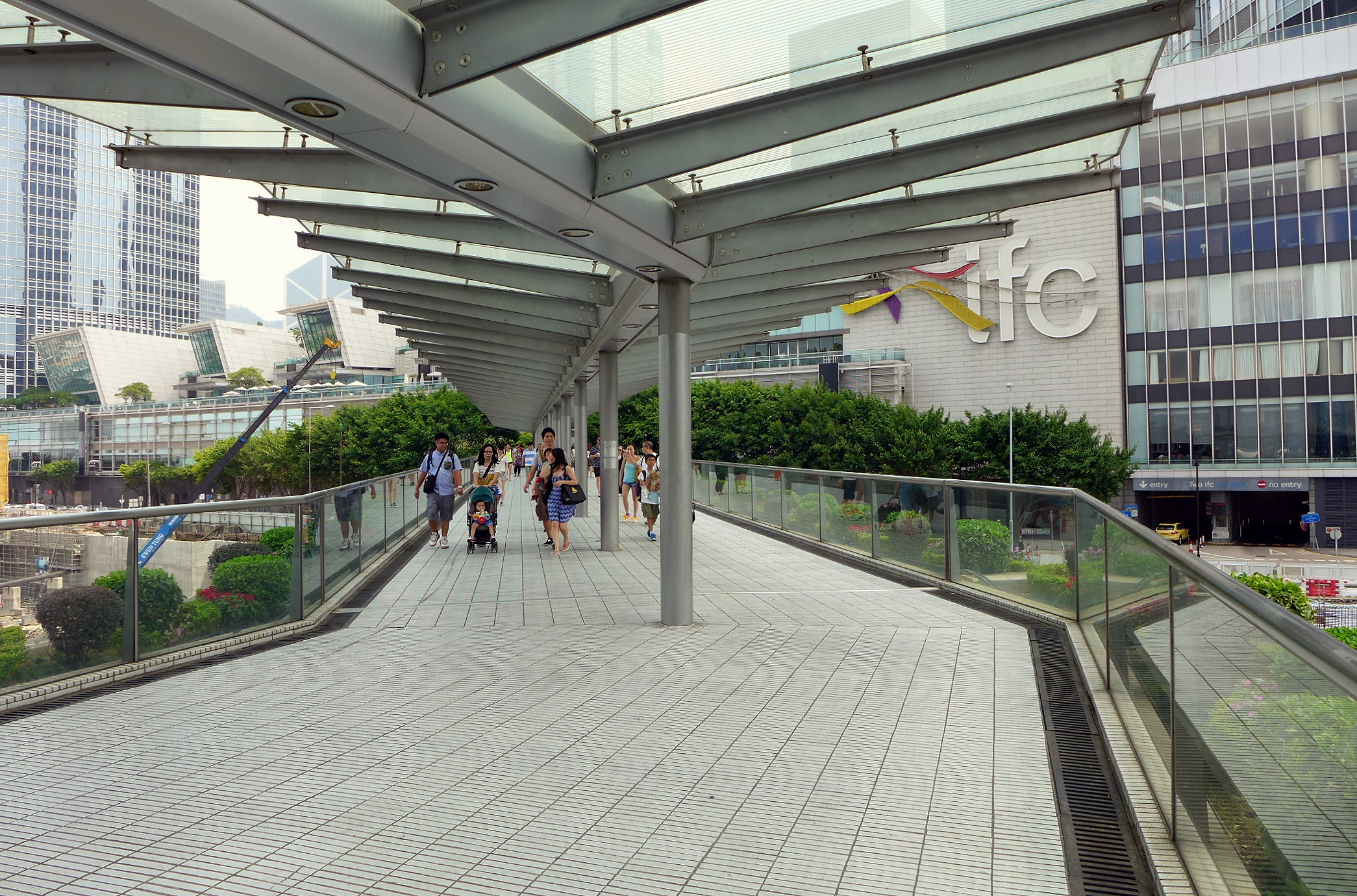
中區行人天橋向北擴展至中環碼頭的部份，可穿過國際金融中心商場前往
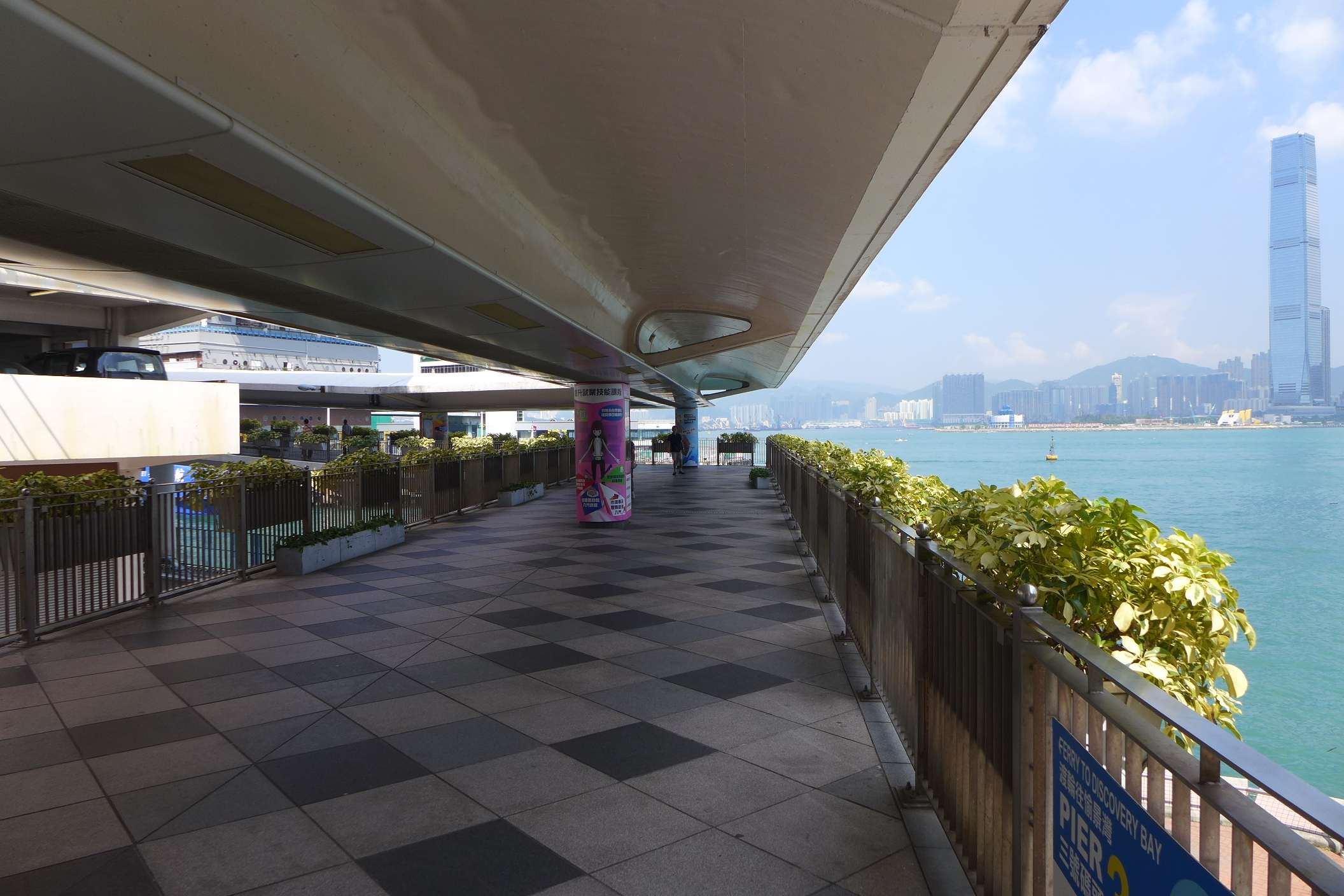
在中區行人天橋上可欣賞維多利亞港的海景
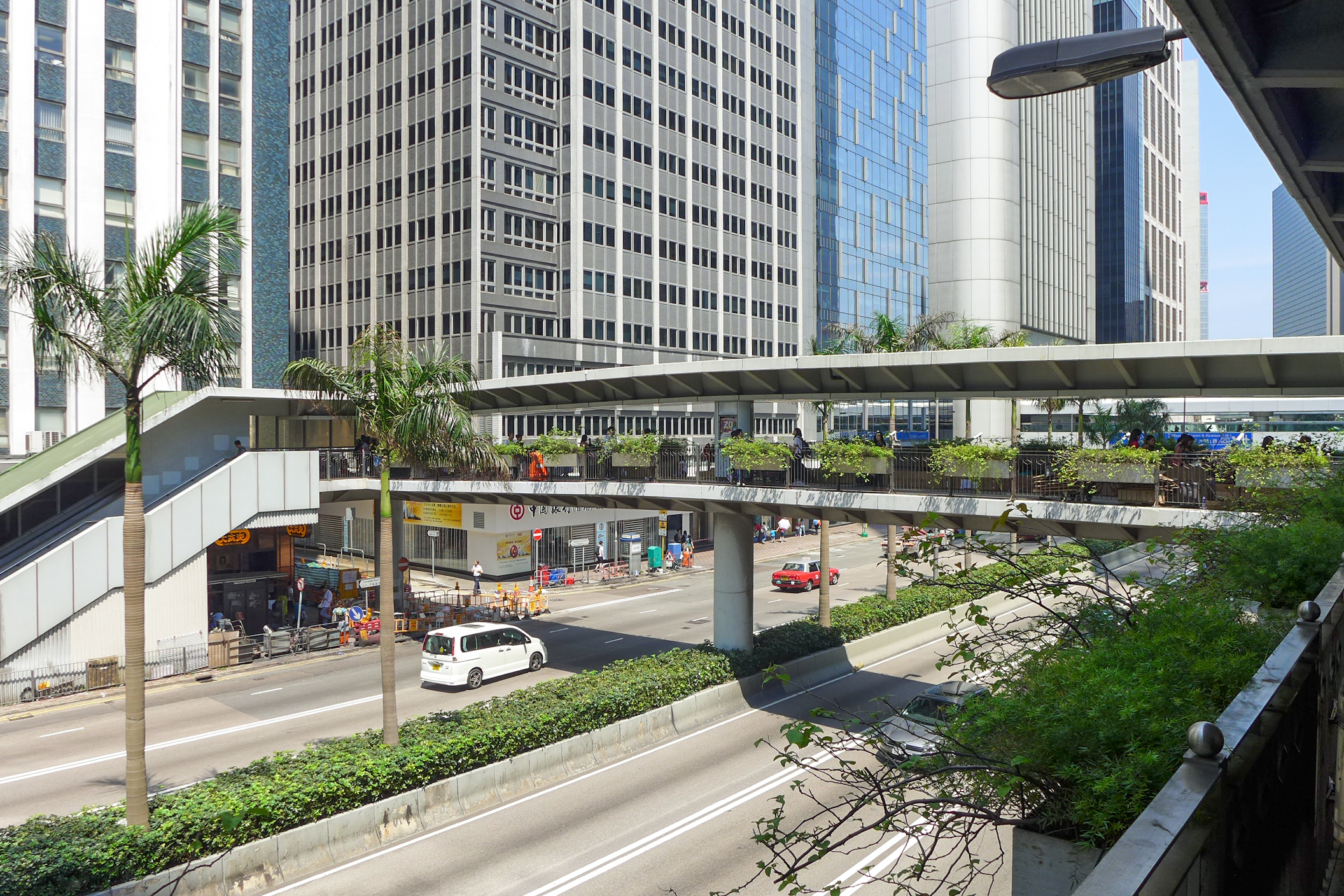
中區行人天橋系統近華懋大廈

### 連接範圍
- 東：中環置地廣塲、太子大廈、港鐵中環站、怡和大廈、美國銀行中心
- 南：中環恒生銀行總行（穿過）、前中環街市、100QRC、中環至半山自動扶梯系統：中環蘇豪區、半山干德道（唯一一個不能直接通往港鐵站的路段）
- 西：上環信德中心、港澳碼頭、無限極廣場、港鐵上環站（也是所有由國際金融中心商場開始之最長路段，但不計算中環至半山自動扶梯系統路段）
- 北：香港國際金融中心、中環碼頭、港鐵香港站、中西區海濱長廊（中環段）

### 連接建築物

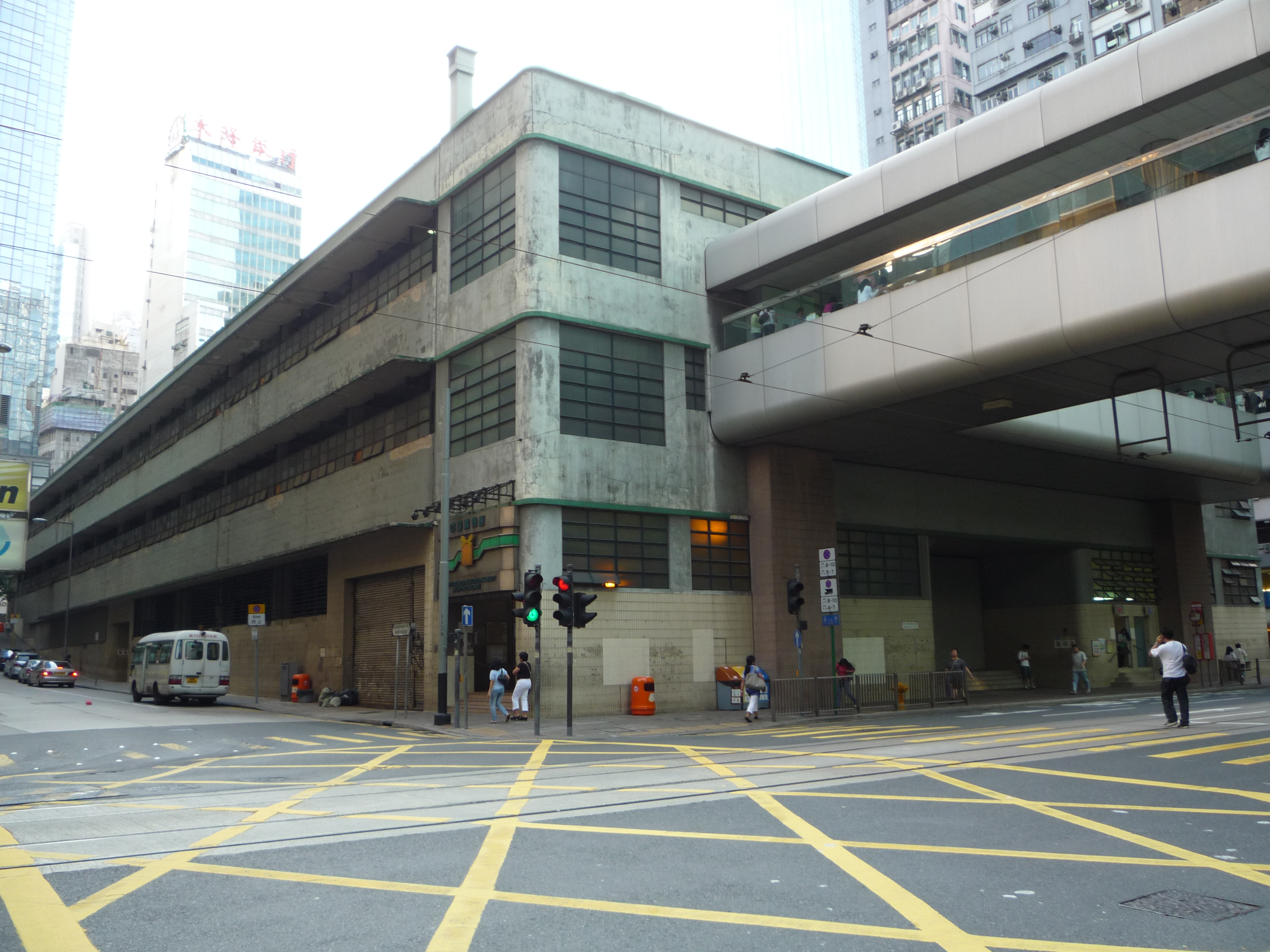
前中環街市

| - 國際金融中心（直接穿過其商場內部） - 香港大會堂 - 中西區海濱長廊（中環段） - 香港摩天輪 - 怡和大廈 - 交易廣場 - 香港郵政總局 - 環球大廈 - 遮打大廈 - 歷山大廈 - 香港文華東方酒店 - 太子大廈 - 永安集團大廈 | - 東亞銀行大廈 - 皇后大道中九號 - 渣打銀行大廈 - 置地廣場 - 中保集團大廈 - 中建大廈 - 中匯大廈 - 恒生銀行總行大廈 - 前中環街市 - 100QRC - 海港政府大樓 - 無限極廣場 - 信德中心 |  |

## 金鐘系統
離開中環核心區的天橋網後，透過中環站到達遮打花園後上樓梯進入中區行人天橋系統的金鐘系統的首站美利道停車場大廈，向海的方向可以到長江集團中心二期及友邦金融中心，或再接中環站，向山的方向可以到長江集團中心、花園道三號及香港公園（紅棉道入口），而直接穿過停車場大廈，到達東昌大廈，之後向海的方向可以到遠東金融中心、海富中心、香港政府總部及中信大廈。向山的方向可以到力寶中心、金鐘廊、太古廣場、金鐘道政府合署及香港公園（法院道入口），並透過太古廣場的地下通道到達金鐘站或位於灣仔的太古廣場三期及前稱寶華大廈的皇后大道東46-56號（興建中）。

### 範圍
- 東至：中信大廈、港鐵金鐘站
- 南至：香港公園、美利大廈
- 西至：遮打花園、長江集團中心二期、友邦金融中心、長江集團中心
- 北至：香港大會堂、政府總部、立法會綜合大樓、行政長官辦公室、中西區海濱長廊（中環段）

### 連接建築物
| - 太古廣場三期 - 中信大廈 - 太古廣場 - 統一中心 - 海富中心 - 金鐘廊 - 遠東金融中心 - 力寶中心 - 金鐘道政府合署 - 東昌大廈 - 美利道停車場大廈 The Henderson - 美利大廈 | - 聖約翰座堂 - 長江集團中心、長江公園 - 香港公園 - 花園道三號 - 美國銀行中心 - 和記大廈 長江集團中心二期（只提供24小時開放通道連接干諾道中行人天橋，如需進入商廈需走到地面再進入商廈大堂） - 友邦金融中心 - 政府總部 - 立法會綜合大樓 - 行政長官辦公室 - 中西區海濱長廊（中環段） |  |

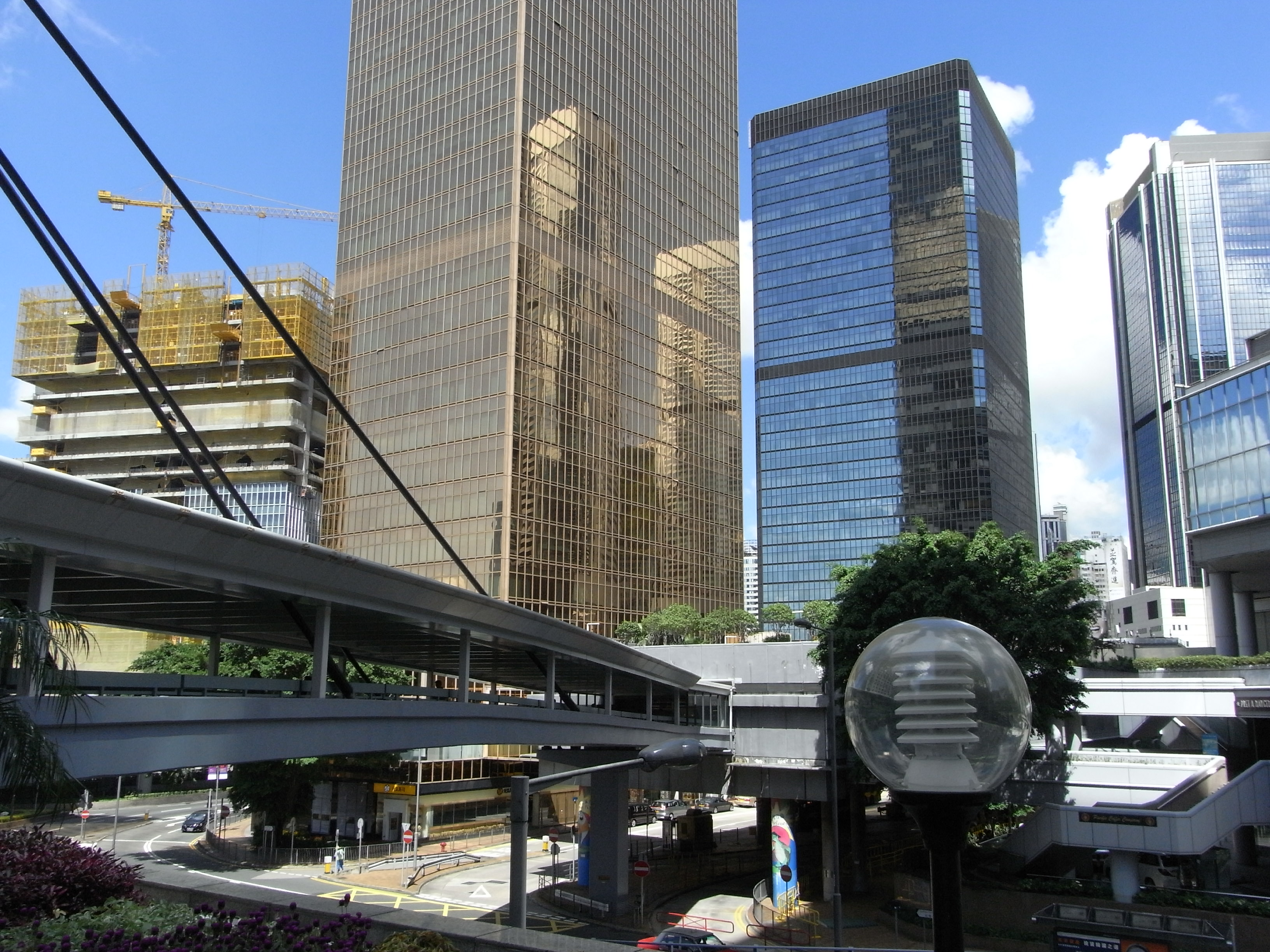
紅棉路天橋連接金鐘廊

## 嚴重意外
- 2019年5月11日，中環干諾道中發生巴士起火事件，並波及從交易廣場通往恒生銀行總行的行人天橋。

## 公眾活動
- 2019年12月3日，反對逃犯條例修訂草案運動期間，有市民自發於天橋系統近交易廣場一帶舉行「中環和你lunch x 和你Stick」，參與者於天橋上高呼口號並於欄杆上張貼相關海報，重申要求香港特別行政區政府落實民間提出的五大訴求[12]。

## 流行文化
1983年香港男歌手許冠傑的粵語流行曲《風中趕路人》的音樂影片曾於近交易廣場的中區行人天橋取景。

## 外部連結
- 《香港天橋：空中走廊綿延別樣風情》（页面存档备份，存于）
- 香港政府 交通諮詢委員會文件 2001年5月（页面存档备份，存于）
- 香港臨時立法會 財務委員會 工務小組委員會 討論文件 1997年11月（页面存档备份，存于）